# Zbór Kościoła Adwentystów Dnia Siódmego w Oświęcimiu
Zbór Kościoła Adwentystów Dnia Siódmego w Oświęcimiu – zbór adwentystyczny w Oświęcimiu, należący do okręgu południowego diecezji południowej Kościoła Adwentystów Dnia Siódmego w RP.
Opiekunem zboru jest Pastor Mariusz Merkis. Nabożeństwa odbywają się w kościele przy ul. Piastowskiej 12 każdej soboty o godz. 9.30. Zbór prowadzi własny kanał YouTube o nazwie "Adwentyści Oświęcim" a także profil w serwisie Soundcloud.